# Пера (Силвеш)
Пера (порт. Pêra) — деревня и район (фрегезия) в Португалии, входит в округ Фару. Является составной частью муниципалитета Силвеш. По старому административному делению входил в провинцию Алгарве (регион). Входит в экономико-статистический субрегион Алгарве, который входит в Алгарве. Население составляет 1951 человек на 2001 год. Занимает площадь 20,26 км².

## История
Возникла как рыбацкая деревушка, рыбаки которой занимались рыболовством на близлежащем побережье. Первоначально называлась Пера-де-Сима (Pêra de Cima), чтобы отличить его от Армасан-де-Пера (Armação de Pêra). В XVII веке процветала под властью семьи Галегос (família dos Galegos). Для защиты от пиратов на побережье стояла крепость Армасан-де-Пера.